# Saffo e Faone (commedia)
Saffo e Faone (in inglese: Sapho and Phao) è una commedia del 1584 di John Lyly (1554-1606)

## Trama
La commedia è ambientata nella città di Siracusa e nelle campagne circostanti in epoca antica. In opere poetiche o erudite dell'antichità, Faone è un vecchio traghettatore di Lesbo, che ha ricevuto da Afrodite, riconoscente per essere stata trasportata da Mitilene a Chio, il dono della gioventù e della bellezza; Saffo è la poetessa che, innamorata di Faone, ma non corrisposta, si sarebbe uccisa gettandosi in mare da una rupe dell'isola di Leucade. In questa commedia Saffo è la sovrana di Siracusa.

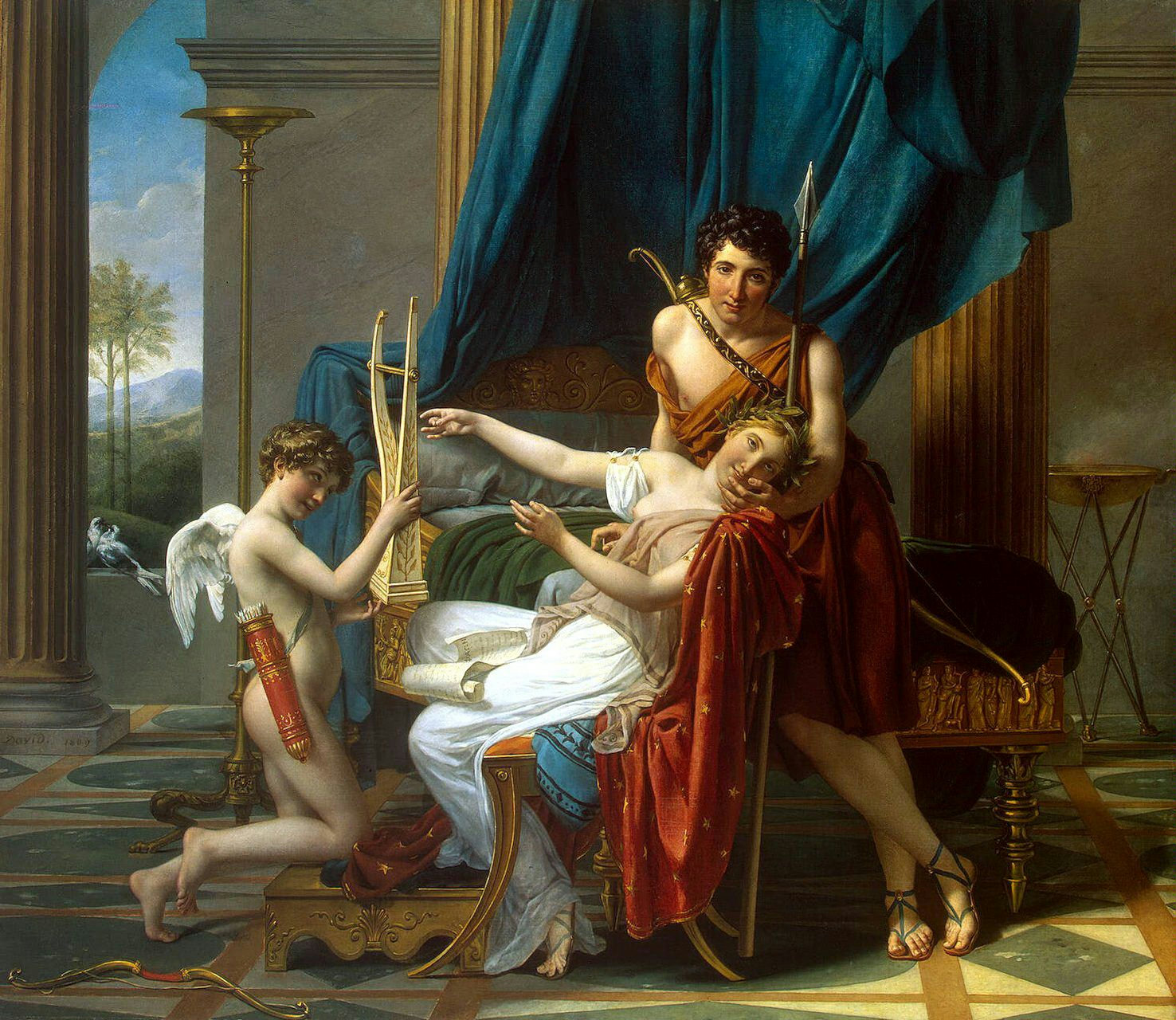
Jacques-Louis David, Saffo, Faone e Cupido (Museo dell'Ermitage)

La dea Venere, giunta a Siracusa per umiliare l'orgogliosa regina Saffo, dona a un giovane barcaiolo di nome Faone il dono di una grande bellezza. Quando vedono Faone, le dame di corte in attesa di essere ricevute da Saffo civettano col giovane, ma questi si mostra sprezzante nei loro confronti. Quando Saffo vede Faone si innamora immediatamente di lui, e Faone, a sua volta, si innamora della regina. Sebbene siano innamorati l'uno dell'altra, l'enorme divario sociale esistente fra i due è una barriera insuperabile per il matrimonio. Saffo nasconde la sua infatuazione, fingendo di essere febbricitante, e chiede di Faone, che ha fama di essere esperto del potere delle erbe, un rimedio che faccia calare la febbre.
Venere tuttavia si punge accidentalmente con le frecce di Cupido, suo figlio, e si innamora anch'essa di Faone. Venere chiede a suo marito Vulcano, la cui fucina si trova sotto il Monte Etna, di forgiare nuove frecce in grado di spezzare gli incantesimi d'amore; chiede poi aiuto al figlio Cupido affinché faccia cessare l'amore di Faone per Saffo. Cupido esegue solo in parte i voleri della madre, in quanto egli cura Saffo del suo amore verso Faone, ma poi soccombe lui stesso al fascino della regina. Inoltre non solo non riesce a far innamorare Faone di Venere, ma addirittura ispira a Faone una repulsione per la dea. La commedia si conclude con Faone che lascia la Sicilia, mentre Cupido si ribella alla volontà della madre e resta con Saffo, adottandola come sua nuova madre.

## Critica
Come altre commedie di Lyly, anche Saffo e Faone è stata scritta non per il teatro, ma per l'intrattenimento della corte di Elisabetta. La commedia fu scritta in prosa alternata a versi, con abbondanza di allitterazioni, assonanze e antitesi che vanno sotto il nome di «Eufuismo». La commedia è a chiave: Saffo è da identificare con la regina Elisabetta, Faone il duca d'Alençon che fu pretendente alla mano della regina Elisabetta dal 1572 alla sua morte (10 giugno 1584) e l'isola siciliana deve essere identificata con la Gran Bretagna.